# Valeria Golino

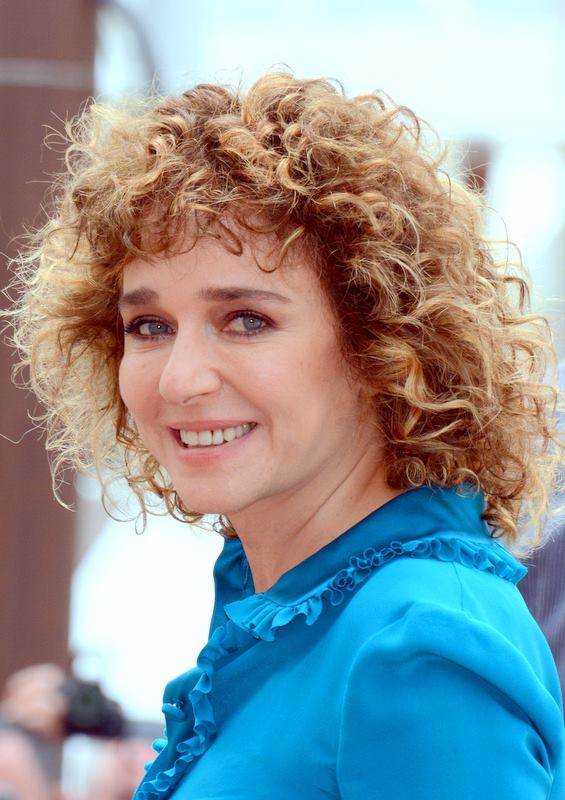
Valeria Golino bei den Filmfestspielen von Cannes 2016

Valeria Golino (* 22. Oktober 1965 in Neapel) ist eine italienische Schauspielerin und Regisseurin.

## Leben und Karriere
Als Tochter eines italienischen Germanisten und einer griechischen Malerin wuchs Valeria Golino sowohl in Neapel als auch in Athen auf. In ihrer Schulzeit arbeitete sie nebenbei als Fotomodell und wurde von Lina Wertmüller für deren Film Scherzo del destino in agguato dietro l’angolo come un brigante da strada (1983) entdeckt, für den die Siebzehnjährige erstmals in einer Nebenrolle vor der Filmkamera stand. Zwei Jahre später konnte sie bereits in Toms Fantasies (1985) eine Hauptrolle übernehmen. Das Folgejahr wurde gekrönt durch den Gewinn des ersten Filmpreises: Für ihre Mitwirkung in Storia d'amore (1986) wurde sie bei den Internationalen Filmfestspielen von Venedig als beste Schauspielerin ausgezeichnet.
Auch aufgrund dieser Ehrung wurde man in Hollywood auf Golino aufmerksam. Zunächst wurde sie durch ihre Rolle als Lebensgefährtin der von Tom Cruise verkörperten Figur in Rain Man (1988) dem internationalen Publikum bekannt, wurde aber wegen ihres ausgeprägten italienischen Akzents nicht für die später von Julia Roberts in Pretty Woman (1990) übernommene Rolle besetzt. Golino hatte sich aber bereits einen Namen gemacht, und es folgten Teilnahmen an erfolgreichen US-Produktionen wie Hot Shots! – Die Mutter aller Filme (1991), Hot Shots! Der zweite Versuch (1993), Leaving Las Vegas (1995) und Flucht aus L.A. (1996). In die allererste Reihe der internationalen Darstellergrößen konnte sie aber auch in den folgenden Jahren, in denen sie sowohl in den USA als auch in Europa arbeitete, nicht aufrücken. Es folgte u. a. die Figur der Lupe Marín in dem Oscar-nominierten Drama Frida (2002) sowie die Hauptrolle in der mit zahlreichen Filmpreisen dekorierten italienisch-französischen Produktion Lampedusa (2002). Kritiker lobten ihre Darstellung der Grazia, einer von Stimmungsschwankungen und vom Unverständnis ihrer Umwelt geplagten Frau, für die sie für den italienischen Filmpreis David di Donatello nominiert war und mit dem Nastro d’Argento des Sindacato Nazionale Giornalisti Cinematografici Italiani (Italienische Filmjournalistenvereinigung) preisgekrönt wurde.
Im Jahr 2013 gab Golino mit Miele ihr Spielfilmdebüt als Regisseurin. Der Film erhielt eine Einladung in die Sektion Un Certain Regard der 66. Filmfestspiele von Cannes. 2018 drehte sie mit Euforia ihren zweiten Spielfilm. Er kam im Februar 2020 in die deutschen Kinos.
2008 wurde sie in die Wettbewerbsjury der 65. Filmfestspiele von Venedig unter dem Vorsitz des deutschen Regisseurs Wim Wenders berufen. 2016 war sie Mitglied in der Wettbewerbsjury der 69. Filmfestspiele von Cannes.
Valeria Golino war liiert mit dem Regisseur Peter del Monte (1985–1987) sowie mit den Schauspielern Benicio del Toro (1988–1992), Fabrizio Bentivoglio (1993–2001) und Andrea Di Stefano (2002–2006). Seit 2006 lebt sie mit dem italienischen Schauspieler Riccardo Scamarcio zusammen.

## Filmografie (Auswahl)

### Als Darstellerin
- 1983: Scherzo del destino in agguato dietro l’angolo come un brigante da strada
- 1984: Blind Date
- 1985: Toms Fantasies (Piccoli fuochi)
- 1985: Absturz in die Hölle (Figlio mio infinitamente caro...)
- 1986: Die Klugscheißer (Asilo di polizia)
- 1986: Die Geschichte einer Liebe (Storia d’amore)
- 1987: Brille mit Goldrand (Gli occhiali d’oro)
- 1987: Letzter Sommer in Tanger (Dernier été à Tanger)
- 1988: Rain Man
- 1988: Fürchten und Lieben (Paura e amore)
- 1988: Big Top Pee-wee
- 1989: Wenn die Masken fallen (Torrents of Spring)
- 1990: Tracce di vita amorosa
- 1990: Die Hure des Königs (La Putain du roi)
- 1991: Verliebt in die Gefahr (Year of the Gun)
- 1991: Indian Runner (The Indian Runner)
- 1991: Hot Shots! – Die Mutter aller Filme (Hot Shots!)
- 1992: Puerto escondido
- 1993: Hot Shots! Der zweite Versuch (Hot Shots! Part Deux)
- 1994: Ludwig van B. – Meine unsterbliche Geliebte (Immortal Beloved)
- 1994: Come due coccodrilli
- 1994: Blackout – Ein Detektiv sucht sich selbst (Clean Slate)
- 1995: Submission
- 1995: Leaving Las Vegas
- 1995: Four Rooms
- 1996: I sfagi tou kokora
- 1996: Il fratello minore
- 1996: Dangerous Hell (An Occasional Hell)
- 1996: Escoriandoli
- 1996: Flucht aus L.A. (Escape from L.A.)
- 1996: Danza della fata confetto
- 1998: Side Streets
- 1999: La vita che verrà (Fernsehfilm)
- 1999: Tipota
- 1999: Spanish Judges
- 1999: Nacht im Harem (Harem Suare)
- 2000: Gefühle, die man sieht – Things You Can Tell (Things You Can Tell Just by Looking at Her)
- 2000: To Tama
- 2000: ivans xtc.
- 2000: Controvento
- 2001: Hotel
- 2002: Lampedusa (Respiro)
- 2002: Julius Caesar
- 2002: L’inverno
- 2002: Frida
- 2003: Prendimi e portami via
- 2004: 36 tödliche Rivalen (36 Quai des Orfèvres)
- 2004: San Antonio
- 2005: Texas
- 2005: Olé
- 2005: La guerra di Mario
- 2006: A casa nostra
- 2006: Solo cinque minuti
- 2007: Ma place au soleil
- 2007: Actrices – oder der Traum aus der Nacht davor (Actrices)
- 2007: Il sole nero
- 2007: La ragazza del lago
- 2007: Lascia perdere Johnny
- 2008: Ca$h
- 2009: Stilles Chaos
- 2009: Giulia geht abends nie aus (Giulia non esce la sera)
- 2009: Jungs bleiben Jungs (Les beaux gosses)
- 2011: Der Kuss des Schmetterlings (Un baiser papillon)
- 2013: Die süße Gier (Il capitale umano)
- 2013: Like the Wind (Come il vento)
- 2014: Jacky im Königreich der Frauen (Jacky au royaume des filles)
- 2017: Die geheimen Farben der Liebe (Il colore nascosto delle cose)
- 2018: Figlia mia
- 2019: Adults in the room
- 2019: Porträt einer jungen Frau in Flammen (Portrait de la jeune fille en feu)
- 2019: Vincents Welt (Tutto il mio folle amore)
- 2029: Das Spiel des Killers – 5 ist die perfekte Zahl (5 è il numero perfetto)
- 2021: Die katholische Schule (La scuola cattolica)
- 2021: The Morning Show
- 2022: Marcel!
- 2024: The Beautiful Game
- 2024: Maria
- 2025: Fuori

### Als Regisseurin
- 2013: Miele
- 2018: Euforia

## Auszeichnungen
- 1987 – Preis der Internationalen Filmfestspiele von Venedig in der Kategorie Beste Schauspielerin für Storia d'amore
- 2002 – Nastro d’Argento des Sindacato Nazionale Giornalisti Cinematografici Italiani in der Kategorie Beste Hauptdarstellerin für Lampedusa
- 2003 – David di Donatello: Nominiert in der Kategorie Beste Hauptdarstellerin für Lampedusa
- 2003 – Preis des Festival International du Films d’Amour de Mons in der Kategorie Beste Schauspielerin für Lampedusa
- 2004 – Nastro d’Argento: Nominiert in der Kategorie Beste Hauptdarstellerin für Prendimi e portami via
- 2006 – David di Donatello in der Kategorie Beste Hauptdarstellerin für La guerra di Mario
- 2009 – Nastro d’Argento in der Kategorie Bestes Originallied: Piangi Roma für Baustelle und Valeria Golino